# Барнет, Уилл
Уилл Барнет (англ. Will Barnet;  1911—2012) — американский художник и педагог.
О своей художественной направленности художник говорил: «Я никогда не шел на компромисс. Всегда.» («I never compromised. Ever.»).

## Биография
Родился 25 мая 1911 года в городе Беверли, штат Массачусетс, в семье Ноя Голдберга (Noah Goldberg) и его жены Сарадины Голдберг (Saradina Baer Goldberg), родившейся в Польше.
В детстве заинтересовался рисованием. Став студентом бостонской школы School of the Museum of Fine Arts at Tufts, он учился у Филиппа Лесли Хейла и лично видел Джона Сингера Сарджента во время работы над фресками в Бостонской публичной библиотеке. В 1930 году Барнет учился в Лиге студентов-художников Нью-Йорка у Стюарта Дэвиса и Чарльза Лока (Charles Locke), начав свою долгую с этим учебным заведением. Сконцентрировался на живописи и гравюре, в 1936 году он стал печатником Лиги студентов-художников. Здесь же Уилл Барнет обучал студентов графике и преподавал вместе с такими художниками, как Ясуо Куниёси, Роберт Беверли Хейл и Ричард Пузетт-Дарт. Барнет оказал влияние на поколение художников, включая Джеймса Розенквиста, Нокса Мартина, Эмиля Милана, Пола Дженкинса и Сая Твомбли. Свою любовь к преподаванию продолжил, впоследствии занимая должности в Cooper Union, Йельском университете и в Академии изящных искусств Пенсильвании.
Умер 13 ноября 2012 года в Нью-Йорке. Был похоронен на манхэттенском кладбище Trinity Church Cemetery and Mausoleum.

### Семья
Уилл Барнет был дважды женат:
- от первой жены Мэри Синклер (Mary Sinclair) у него было три сына — Питер, Ричард и Тодд;
- от второй жены Елены Барнет (Elena Ona Ciurlys Barnet) у него была дочь Она (Ona Barnet); Елена умерла в 2016 году и была похоронена рядом с мужем.[10]

## Творчество
Работы Уилла Барнетта охватывают различные «движения» эпохи — от его ранних работ в области социального реализма до окончательного фирменного стиля чистых линий в своего рода минималистском репрезентативном подходе. Художественный период его жизни охватывает восемьдесят лет, немногие художники имеют такую возможность длительного творчества: в 1930-х годах он был соцреалистом, в 1940-х годах — модернистом, в 1950-х годах абстрактным экспрессионистом, в 1960-х годах и далее — остановился на изобразительном минимализме. Его поздние работы вернулись к фигуративной живописи.
Его произведения вошли во все основные публичные коллекции в Соединенных Штатах, включая Национальную художественную галерею, Музей искусств Метрополитен, Музей американского искусства Уитни, Нью-Йоркский музей современного искусства, Музей изящных искусств (Бостон), Художественный музей Филадельфии, Еврейский музей (Нью-Йорк) и Музей современного искусства Сан-Франциско. Он участвовал в более чем восьмидесяти персональных выставках, проводимых во многих известных галереях и музеях: Виргинский музей изобразительных искусств, Национальная академия дизайна, Смитсоновский музей американского искусства, Монтклэрский художественный музей, Музей искусств Бока-Ратон, Вустерский музей искусств и других.

## Заслуги
Уилл Барнет был удостоен многочисленных наград, в том числе первой медалью Artist's Lifetime Achievement Award Medal, присужденной по случаю 175-летия Национальной академии дизайна; премии Lifetime Achievement Award от ассоциации College Art Association, премии Lippincott Prize Пенсильванской академии изящных искусств и премии Childe Hassam Prize Американской академии искусств и литературы.
Долгие годы он был членом Национального клуба искусств. Также был избран членом Национальной академии дизайна, Century Association и Американской академии искусств и литературы.
В 2011 году художник был награждён Национальной медалью США в области искусств, получив награду из рук Президента США Барака Обамы; в 2012 году Франция наградила Барнета орденом Искусств и литературы.